# Frauenfeldiella
Frauenfeldiella är ett släkte av tvåvingar. Frauenfeldiella ingår i familjen gallmyggor.
Kladogram enligt Catalogue of Life:
| Frauenfeldiella | \| \| Frauenfeldiella coussapoae \| \| \| \| \| \| Frauenfeldiella jamboolii \| \| \| \| |
|                 | \| \| Frauenfeldiella coussapoae \| \| \| \| \| \| Frauenfeldiella jamboolii \| \| \| \| |
|                 | Frauenfeldiella coussapoae                                                               |
|                 |                                                                                          |
|                 | Frauenfeldiella jamboolii                                                                |
|                 |                                                                                          |